# Hu Weide
Hú Wéidé (chinês: 胡惟德, Wade–Giles: Hu Wei-te) (1863 - 24 de novembro de 1933) foi um político e diplomata chinês durante a dinastia Qing e a República da China.
Embora relacionado por casamento com os Qing, aceitou a república e serviu em seu Ministério das Relações Exteriores. Atuou como embaixador na Rússia, Japão e França e foi um rival de Wu Tingfang. Também foi um juiz da Corte Permanente de Justiça Internacional.
Após Duan Qirui ser expulso de Pequim em 1926, Hu serviu brevemente como presidente e primeiro-ministro em exercício.
A trajetória política de Hu Weide é a única carreira que não terminou com a passagem de poder de uma forma de governo para outra. Ele foi um político e diplomata de destaque no final da Dinastia Qing, bem como no início da República da China. Seu papel na história da diplomacia chinesa é imenso, apesar de também ser considerado por muitos como sendo o responsável pela diplomacia débil praticada pela China. Weide foi verdadeiramente um dos primeiros políticos chineses com um forte entendimento dos assuntos globais. Graduou-se em Shanghai Interpreters College. Sua proficiência em inglês, francês e russo lhe permitiu prosseguir o estudo nesses países, o que o fez especialista nessas nações.
A estatura de Hu Weide na esfera diplomática chinesa e internacional pode ser medida pelo fato de que ele foi um membro da delegação chinesa no Tratado de Versalhes e na Conferência de Paz de Haia. Apesar de não receber elogios por seu trabalho de instaurar a democracia na China, desempenhou um papel vital em persuadir o governo Qing a abandonar o poder a favor da nova República. 